# Poste italiane
Poste italiane (укр. Італійська пошта) — національний оператор поштового зв'язку Італії зі штаб-квартирою в Римі. Є акціонерним товариством, яке перебуває у спільній власності «Cassa Depositi e Prestiti» (35 %), Міністерства економіки та фінансів Італії (29,6 %), «Kuwait Investment Authority» (2 %) та інших акціонерів. Член Всесвітнього поштового союзу.